# Valentín Gluixkó
Valentín Petróvitx Gluixkó (en rus i ucraïnès: Валенти́н Петро́вич Глушко́; transcripció de l'ucraïnès: Valentín Petròvitx Hluixkò), nascut 2 setembre 1908 – 10 gener 1989), va ser un enginyer soviètic, el principal dissenyador soviètic de motors de coet durant la Cursa Espacial americana/soviètica.

## Biografia
A l'edat de catorze va estar interessat en l'aeronàutica després de llegir les novel·les de Jules Verne. És sabut que va escriure una carta a Konstantín Tsiolkovski el 1923. Va estudiar a l'escola de comerç d'Odessa, on va aprendre per ser un treballador de xapa de metall. Després de la graduació ell va guanyar experiència en una planta de muntatges hidràulics. Primer va ser treballar com ajustador, llavors com a operador de torn.
En la primavera de 1921, a l'edat de 15 anys, va començar a llegir les novel·les de Jules Verne. De la Terra a la Lluna i Al voltant de la Lluna li van deixar una forta impressió. En l'estiu de 1923 Gluixkó va veure un coet experimental en exhibició en el Museu Naval. Li va deixar una impressió poderosa, portant-ho a dissenyar ingènuament el seu propi coet amb un primitiu sistema de recuperació. El 26 de setembre de 1923 va escriure una carta a Konstantín Tsiolkovski, el pare de la cosmonàutica soviètica, i va rebre una resposta encoratjadora el 8 d'octubre. Va ser el principi d'una correspondència al llarg de set anys i es va sentir 'ungit' com a successor de Tsiolkovski.
Durant la seva vida a Odessa, Gluixkó va dur a terme experiments amb explosius. Els recuperava de virolles d'artilleria no explotades que havien abandonat els Guàrdies Blancs durant la seva retirada. De 1924 a 1925 va escriure articles sobre l'exploració de la Lluna, així com l'ús dels artefactes proposats per Tsiolkovski per al vol espacial.
L'agost de 1925 va començar a assistir a la Universitat de l'Estat de Leningrad, on va estudiar física i matemàtiques, però va trobar que els programes d'especialització no eren del seu interès. Va sortir sense graduar-se a l'abril de 1929. De 1929 a 1930 va seguir la investigació de coets en el Laboratori de Dinàmica de Gasos. Una nova àrea d'investigació era l'estudi de propulsors líquids i motors elèctrics. Es va unir al GIRD (Grup d'Investigació de Propulsió a Reacció), fundat en Leningrad el 1931.
Gluixkó és arrestat per l'NKVD per ser posat en la presó de Butirka el 23 de març de 1938. Serguei Koroliov va ser arrestat el 23 de juny, basat en una denúncia feta per Gluixkó. Més tard Koroliov esbrinaria que havia estat denunciant per Gluixkó, i això va donar com a resultat l'enemistat entre tots dos.
El 15 d'agost de 1939 és sentenciat a vuit anys en el Gulag. No obstant això, Stalin va reconèixer la importància dels enginyers aeronàutics mentre es preparava per a la guerra imminent amb Hitler. Un sistema de xaraixkes (una forma especial de presó per a intel·lectuals, on els reclusos treballen en projectes de defensa) es va instal·lar per aprofitar els seus talents. Gluixkó va encapçalar el TsKB-4, una xaraixka a Kazan que desenvolupava motors coet per a aeronaus. Malgrat les austeres condicions, Gluixkó va començar a provar el seu motor RD-1 de 900 kg d'embranzida per a l'ús en avions de combat. És alliberat a l'agost de 1944 per un decret especial i al desembre d'aquest any és nomenat dissenyador cap de la seva pròpia oficina de disseny, l'OKB-SD.
Al final de la Segona Guerra Mundial, Gluixkó va ser enviat a Alemanya i Europa Oriental per estudiar el programa de coets alemany. El 1946 va ser dissenyador principal de la seva pròpia oficina, l'OKB 456, i va romandre en aquest lloc fins a 1974. Aquesta oficina jugaria un paper prominent en el desenvolupament de motors coet dins de la Unió Soviètica.
El seu OKB 456 (més tard NPO Energomaix) va dissenyar el motor RD-101 de 35 ton d'embranzida (340 kN) usat en el coet R-2, el motor RD-110 de 120 ton d'embranzida (1180 kN) pel R-3 i el motor RD-103 de 44 tones d'embranzida (430 kN) usat en el R-5 (SS-3 Shyster). Després va començar el desenvolupament dels motors per a l'enorme coet R-7, on es va trobar amb el problema d'inestabilitat en la combustió a altes temperatures, que va resoldre desenvolupant els motors RD-107 i RD-108, cadascun amb quatre cambres de combustió i quatre toveres. En 1954 va començar a dissenyar els motors pel R-12 (SS-4 Sandal) que era dissenyat per Mikhaïl Iànguel. També va ser designat responsable de subministrar els motors coet per Serguei Koroliov), dissenyador del R-9 (SS-8 Sasin). Entre els seus dissenys estava el coet de combustible líquid RD-170.
En plena carrera a la Lluna, Koroliov va sol·licitar a Gluixkó el desenvolupament de motors criogènics de cicle tancat per al gegantesc coet N-1. Gluixkó opinava que era millor desenvolupar motors hipergòlics i aprofitar així tota l'experiència adquirida en el desenvolupament de motors per a míssils, en comptes de començar-ho tot des de zero. Llavors Gluixkó es va negar a treballar en els motors del N1 i va esdevenir un feroç crític del coet. Calia considerar a més que Gluixkó es trobava desenvolupant motors per a míssils intercontinentals i els militars tenien preferència sobre el programa espacial. Però Koriolov preferia el combustible criogènic i no va acceptar aquesta solució. A aquesta disputa va contribuir la vella rivalitat entre els dos grans constructors.
El 1974, després dels reeixits allunatges americans, Leonid Bréjnev va cancel·lar el problemàtic programa lunar rus. Va acomiadar a Vassili Mixin i va posar a Gluixkó a càrrec de l'OKB-1, l'oficina de Koroliov, anomenada després NPO Enérguia. El primer acte de Gluixkó va ser cancel·lar el coet N-1, un programa que havia criticat durant molt temps. Es va dedicar a la creació d'una nova línia de poderosos llançadors que va voler usar per establir una base lunar, per a viatges interplanetaris, per il·luminar les ciutats polars soviètiques, entre d'altres.
Així va començar el desenvolupament del poderós vector Enérguia. Gluixkó es va trobar amb la necessitat d'un motor d'alt poder, com Koriolov en el seu moment, i va emprendre el desenvolupament del motor RD-170. Novament va sorgir el problema de l'estabilitat de la combustió a altes temperatures, que Gluixkó mai superaria, que va resoldre utilitzant quatre cambres de combustió i quatre toveres, com havia fet en el RD-107 20 anys abans. Aquesta elegant solució va donar als soviètics l'embranzida que necessitaven per construir el supercoet Enérguia, i és l'exemple més fi de les habilitats de Gluixkó quan donava el millor de si.
No obstant això, la construcció del RD-170 va enfrontar moltes dificultats i demores, al punt que gairebé es cancel·la tot el programa, però Gluixkó va saber defensar la seva posició i al seu personal, va superar els problemes i el RD-170 finalment va ser acabat, convertint-se en un dels motors més poderosos mai construïts i en un prodigi de la tecnologia.
Aquestes mateixes dificultats expliquen la seva negativa a desenvolupar un motor tan complex quan Koroliov l'hi va demanar, donat el poc temps que es disposava i, la qual cosa és determinant, per la subordinació del programa espacial soviètic a la tasca defensiva.
Gluixkó va ser satisfet d'honors en vida i el seu treball va ser reconegut i admirat. El seu vector Enérguia va realitzar dos vols. En el primer va portar l'estació militar Pólius, que no va aconseguir la seva òrbita per una fallada en la pròpia estació i no en el llançador, i en el segon va posar en òrbita el transbordador Buran. Gluixkó va morir dos mesos després d'aquest vol. No va arribar a veure l'enfonsament de la Unió Soviètica i, amb ella, de tots els seus projectes.

## Honors i premis

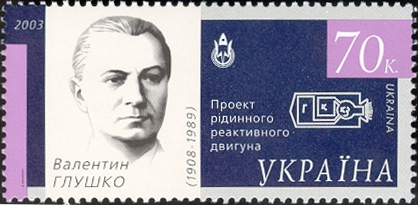
Segell d'Ucraïna, 2003

- Heroi de Treball Socialista, dues vegades (1956, 1961)
- Ordre de Lenin, cinc temps (1956, 1958, 1961, 1968, 1978)
- Ordre de la Revolució d'octubre (1971)
- Ordre de la Pancarta Vermella de Laboral (1945)
- Jubilee Medalla "Per Valiant Treball. A commemorate el 100è aniversari del naixement de Vladimir Ilyich Lenin" (1970)
- Jubilee Medalla "Trenta Anys de Victòria en la Guerra Patriòtica Gran 1941-1945" (1975)
- Jubilee Medalla "Quaranta Anys de Victòria en la Guerra Patriòtica Gran 1941-1945" (1985)
- Medalla "Per Valiant Treball en la Guerra Patriòtica Gran 1941-1945" (1945)
- Veterà "de medalla de Laboral" (1984)
- Medalla "Dins Commemoració del 800è Aniversari de Moscou" (1948)
- Lenin Premi (1957)
- URSS Premi Estatal (1967, 1984)
- Medalla d'or K.E. Tsiolkovski de l'Acadèmia de Ciències de l'URSS (1958)
- Diploma d'ells. Paul Tissandier (FAI) (1967)
- Ciutadà Honorari de la ciutat de Koroliov
- Número d'asteroide 6357, descobert el 1976, va ser anomenat en honor de Gluixkó per l'astrònom rus Nikolai Txernikh
- Cràter Gluixkó en la Lluna
- Una avinguda en Kíiv és anomenada Gluixkó (Hluixkò).